# Лясота, Эрих
Э́рих Лясо́та (Ласота) фон Штеблау (нем. Erich Lassota von Steblau; около 1550, Гёрлиц, Верхняя Силезия (ныне в Германии) — 1616, Кошице (теперь Словакия)) — австрийский дипломат Германо-римской империи, военный деятель и путешественник конца XVI — начала XVII веков.
Дневник Эриха Лясоты является важным источником в изучении Запорожской Сечи.

## Биография
Представитель онемеченного моравского дворянского рода Штеблау из Силезии герба Одровонж.
Обучался в университетах Лейпцига и Падуи. После чего занимал различные административные должности в Силезии и Польском королевстве.
Служил при дворе императора Священной Римской империи германской нации. В 1576—1584 находился на военной и дипломатической службе в Испании, Португалии и Австрии.
В качестве наёмника испанской армии в 1580 году участвовал в испано-португальской войне за португальское наследство.
Участник похода австрийской армии в Польшу в 1587—1588 годах, попал в польский плен, побывал во Львове и оставил об этом записи в своём дневнике.
В 1594 по поручению императора Рудольфа II Габсбурга посетил Запорожскую Сечь с целью привлечения казаков к широкой антитурецкой коалиции.
Оставил записи от 1594 года, описывающие его поездку на Сечь, во время которой он побывал во Львове, Луцке, Бродах, Почаеве, Вишневце, Каменце, Плоскирове, Пиляве, Прилуках, Погребище, Триполье (ныне село Обуховского района Киевской области), Киеве и других населённых пунктах Украины (тогда в составе Речи Посполитой).
Эрих Лясо́та около месяца прожил на Запорожье (Базавлукская Сечь). В его «Дневнике» описаны бытовые подробности жизни запорожцев, их дипломатии, отношения с соседями — татарами, турками, поляками, молдаванами. Есть также описание того, как его вместе с русским послом Василием Никифоровичем встречали, как проходили переговоры с казацкой старшиной о помощи запорожцев германскому императору Рудольфу II в войне против Османской империи и так далее. Лясота одним из первых заметил противоречия между запорожской старшиной и рядовым казачеством.
При посещении Киева в 1594 году Эрих Лясота описывает гробницу «исполина Ильи Моровлина» в Софийском соборе. Ф. Брун отождествляет Илью Моровлина с богатырём Ильёй Муромцем, но предполагает, что погребения Моровлина\Муромца в Софийском Соборе во времена Лясоты уже не существовало, поскольку его останки в более древнее время были перенесены в Киево-Печерскую лавру.
«Дневник» охватывает период 1573—1594 годов. Издавался на немецком языке в 1854 и 1866 годах в городе Галле (Саксония-Анхальт) под названием «Дневник Эриха Лясоты фон Стеблау».

## Дневник Эриха Лясоты фон Стеблау
- Щоденник Еріха Лясоти із Стеблева // Запорозька старовина. — Київ-Запоріжжя : НДІ козацтва Запорізьке відділення, 2003. — С. 222—277.
- Щоденник. «Жовтень», 1984, № 10.
- Брун Ф. Путевыя записки Эриха Лассоты, отправленнаго римским императором Рудольфом II к запорожцам в 1594 г. — СПб., 1873. — 95 с.